# Liacarus nitidus
Liacarus nitidus är en kvalsterart som först beskrevs av Banks 1895.  Liacarus nitidus ingår i släktet Liacarus och familjen Liacaridae. Inga underarter finns listade i Catalogue of Life.